# Benemérito de las Américas
Benemérito de las Américas é um município do estado do Chiapas, no México. A população do município calculada no censo 2005 era de 15.213 habitantes.